# ジョアン・リベイロ・オリヴェイラ
ジョアン・リベイロ・オリヴェイラ（ポルトガル語: João Ribeiro Oliveira、1992年1月3日 - ）は、ポルトガル・ブラガ出身のプロサッカー選手。ポジションは、ミッドフィールダー。

## クラブ歴
2015年8月2日、タッサ・ダ・リーガのペナフィエル戦でプロデビューを果たした。
2020年7月30日、ザグウェンビェ・ソスノヴィエツに2年契約で移籍した。